# 猶他州佩森聖殿
猶他佩森聖殿（Payson Utah Temple）是一座位於猶他州佩森的耶穌基督後期聖徒教會聖殿。佩森聖殿在2010年宣布修建，是猶他州的第15座耶穌基督後期聖徒教會聖殿。2015年，猶他佩森聖殿竣工。
這座聖殿於2015年建立。教會總會會長多馬·孟森會長（Thomas S. Monson）於2010年1月25日宣布其建造。該聖殿位於佩森的西930號路和南1550號路的交叉點附近，在之前未開發的土地上。在宣布之時，尚無其他細節，例如聖殿的計劃大小。
達林·烏克司長老（Dallin H.Oaks）於2011年10月8日主持了奠基儀式，威廉·沃克長老（William R. Walker）指揮，史帝文‧舒長老（Steven E. Snow），傑伊·詹森長老（Jay E. Jensen）和珍妮特·貝克漢姆姐妹（Janette Hales Beckham）出席了開幕式。傑森·查菲茲（Jason Chaffetz）（代表佩森（Payson）在內的猶他州第三國會區代表）參加了鏟土儀式。
2015年竣工後，這座聖殿成為近幾年來最大的建築之一，佔地15英畝（6公頃），面積96,630平方英尺（8977平方公尺）。2015年4月24日至5月23日，不包括星期日，舉行了公開參觀。[8]這座聖殿是亨利·艾寧（Henry B. Eyring）在2015年6月7日奉獻的。 
2020年，因冠狀病毒大流行而關閉了佩森猶他聖殿。

## 外部連結
- Payson Utah Temple （页面存档备份，存于） (official)
- Payson Utah Temple （页面存档备份，存于） at LDSChurchTemples.com